# Sparkle in Grey
Sparkle in Grey è un gruppo tra il post-rock e la musica elettronica, che vede la collaborazione di musicisti impegnati nell'uso di strumenti quali violino, chitarra, basso e batteria, con ampi contributi di origine digitale, il tutto unito all'uso di field-recording. I componenti degli Sparkle in Grey sono Matteo Uggeri, Alberto Carozzi, Cristiano Lupo e Francesco Brambilla/Franz Krostopovic.

## Storia del gruppo
I primi lavori pubblicati con l'intera line up sono A Quiet Place, un disco composto da ritmiche minimali, melodie malinconiche, field-recording e campionamenti, registrato e mixato da Giuseppe Ielasi uscito per la label Disaster by Choice 2008, e Nefelodhis, in collaborazione con il maestro dell'industrial italiano Maurizio Bianchi/M.B, pubblicato nel 2007 da Musica di un Certo Livello e Cold Current.
L'attività in studio ha prodotto anche l'LP in vinile in condivisione con la band inglese Tex La Homa dal titolo "Whale Heart, Whale Heart", basato essenzialmente sui suoni del violino e della chitarra acustica, su cui si intrecciano le ormai classiche sonorità elettroniche della band. Il disco è pubblicato da Black Fading di Cristiano Santini (ex Disciplinatha), Grey Sparkle (l'etichetta del gruppo) e Musica di un Certo Livello.
Nel 2011 esce "Mexico", disco ancora più eclettico dei precedenti e arricchito da una strumentazione più variata, che comprende pianoforte, cornamusa, tromba, viola ed un uso più massiccio della batteria. Tra le curiosità del disco la presenza di un campione vocale di Salvatore Borsellino, a testimoniare un impegno 'politico' e sociale più insistito da parte del gruppo, e la cover dello storico pezzo di Laurie Anderson "From the Air".
Segue poi nel 2013 "Thursday Evening", disco sui cui aggressivi umori si riflettono le vicende legate all'economia e la politica, soprattutto a livello Italiano, dove la situazione si fa sempre più difficile per la democrazia. Nel disco, registrato da Andrea Serrapiglio (già al mastering di "Mexico"), compaiono quindi tracce dai toni più aggressivi, ma anche le classiche aperture melodiche che contraddistinguono il gruppo, in un caso affidate anche a un quartetto d'archi. Da segnalare le cover di brani di God Machine, Bourbonese Qualk e Empyrical Sleeping Consort ed il fatto che ad ogni copia del disco è allegato un sassolino, il cui uso è a discrezione dell'ascoltatore.
Nel 2014 pubblicano "The Calendar", in cui la presenza delle illustrazioni di Matteo Uggeri si fa più rilevante. I disegni di animali, uniti ai testi scritti da Gaia Margutti, trasformano il lavoro in un'opera complessa che si dipana su più piani. Nel libro-disco-calendario il formato di un bestiario medievale incontra i valori del vivere felicemente contemporaneo. Nelle sue dodici scene, dodici doppie pagine di un calendario perpetuo, gli animali insegnano come ripensare la vita sulla Terra e l'etologia diviene giocoso messaggio di persuasione.
Da segnalare la cover di un brano di Jackson C. Frank.
Nel 2015 esce l'(anti)split album col gruppo americano dei Controlled Bleeding, intitolato "Perversions of the Aging Savant" sull'etichetta belga Off Records, di proprietà dell'occasionale batterista dei Tuxedomoon, Alain Lefebvre. Alla fine dello stesso anno pubblicano, sulla propria etichetta Grey Sparkle, il live celebrativo della carriera ormai decennale "Es Prohibido Cantar".
ﺭﺍﺩﻳﻮ ﺇﺯﺩﺍﻍ ("Brahim Izdag") è il loro lavoro del 2016, in cui le influenze "etniche" già presenti nei lavori precedenti si fanno più insistite.
Continuando incorporare elementi tipici della word music, gli Sparkle in Grey pubblicano nel 2018 singolo su 7" "Mevlanian Ears", con un contributo alla voce, in lingua araba, della cantante egiziana Reem Soliman. Il lato B dello stesso singolo vede invece la partecipazione dell'altro gruppo italiano Le Forbici di Manitù.
Nello stesso anno pubblicano "Milano", disco dedicato alla città di origine del gruppo, nel quale il bilanciamento delle molteplici influenze dei quattro musicisti (definiti dalla rivista Mucchio Selvaggio "i paladini del non-genere") pende verso jazz e cantautorato italiano. Nel disco infatti, pubblicato da stella*nera, ADN e Moving Records, compaiono le cover di "Parlare col liquido" di Enzo Jannacci e "Luci a San Siro" di Roberto Vecchioni. A queste si aggiungono numerosi pezzi inediti e altre due cover, dei gruppi inglesi degli And Also the Trees e Throbbing Gristle, a riconferma delle ferme radici wave e industrial di alcuni dei membri del gruppo, Uggeri in particolare, che ha recentemente lanciato un nuovo progetto a nome Barnacles, ancora più vicino a quel tipo di sonorità.
Caratteristico del gruppo è anche l'uso, per le copertine dei dischi e le immagini del gruppo, di disegni in luogo delle fotografie, dove i quattro componenti sono raffigurati come buffi omini dalle forme rotonde (Roundmen). Con questa iconografia è stato realizzato anche il video animato del brano "Goose Game".

## Discografia parziale
- Milano (2018, stella*nera/ADN/Grey Sparkle/Moving Records & Comics, CD)
- Mevlanian Ears (2018, Grey Sparkle, 7")
- ﺭﺍﺩﻳﻮ ﺇﺯﺩﺍﻍ (2016, Grey Sparkle/Moving Records & Comics/Old Bycicle, CD)
- Es Prohibido Cantar - LIVE 2005-2015 (2015, Grey Sparkle, CD)
- Perversions of the Aging Savant, con i Controlled Bleeding (2015, Off Records/Old Bycicle, CD)
- The Calendar (2014, Grey Sparkle/Moving Records & Comics/Lizard/Old Bycicle/Under My Bed/Gattolino, CD)
- Thursday Evening (2013, Grey Sparkle/Show Me Your Wounds/Lizard/Old Bycicle, CD)
- Mexico (2011, Grey Sparkle/MCL/Lizard/Old Bycicle/Afe, CD)
- Goose Game (2011, Grey Sparkle, CD-R)
- Whale Heart, Whale Heart, with Tex La Homa (2010, Black Fading Records/Grey Sparkle/MCL, LP)
- A Quiet Place (2008, Disasters By Choice, CD)
- Nefelodhis, with M.B./Maurizio Bianchi (2007, Musica di un Certo Livello/Cold Current, CD)
- The Echoes of Thiiings/Fadiiing Echoes (2005, Afe, CD-R)
- The Coldest January (2004, ctrl+alt+canc/sine3pm, mp3)

## Videografia
- Milano da Bere (2018)
- Aprilis (2016)
- Febraius (2016)
- Of Swift Flight (2013)
- Goose Game (of Life) (2011)